# Dombasle-sur-Meurthe
Dombasle-sur-Meurthe é uma comuna francesa na região administrativa de Grande Leste, no departamento de Meurthe-et-Moselle. Estende-se por uma área de 11,21 km². Em 2010 a comuna tinha 9 884 habitantes (densidade: 881,7 hab./km²).